# Eucalathis ergastica
Eucalathis ergastica é uma espécie de braquiópode pertencente à família Chlidonophoridae.
A autoridade científica da espécie é Fischer & Öhlert, tendo sido descrita no ano de 1890.
Trata-se de uma espécie presente no território português, incluindo a sua zona económica exclusiva.